# Mercedes-Benz SK
Mercedes-Benz MK (від нім. Mittelschwere Klasse / середній важкий клас) / SK (від нім. Schwere Klasse / важкий клас) модельний ряд  BM651-659 — сімейство вантажівок для нормальних і важких умов експлуатації являло собою модернізоване сімейство NG.

## Перша серія (SK)

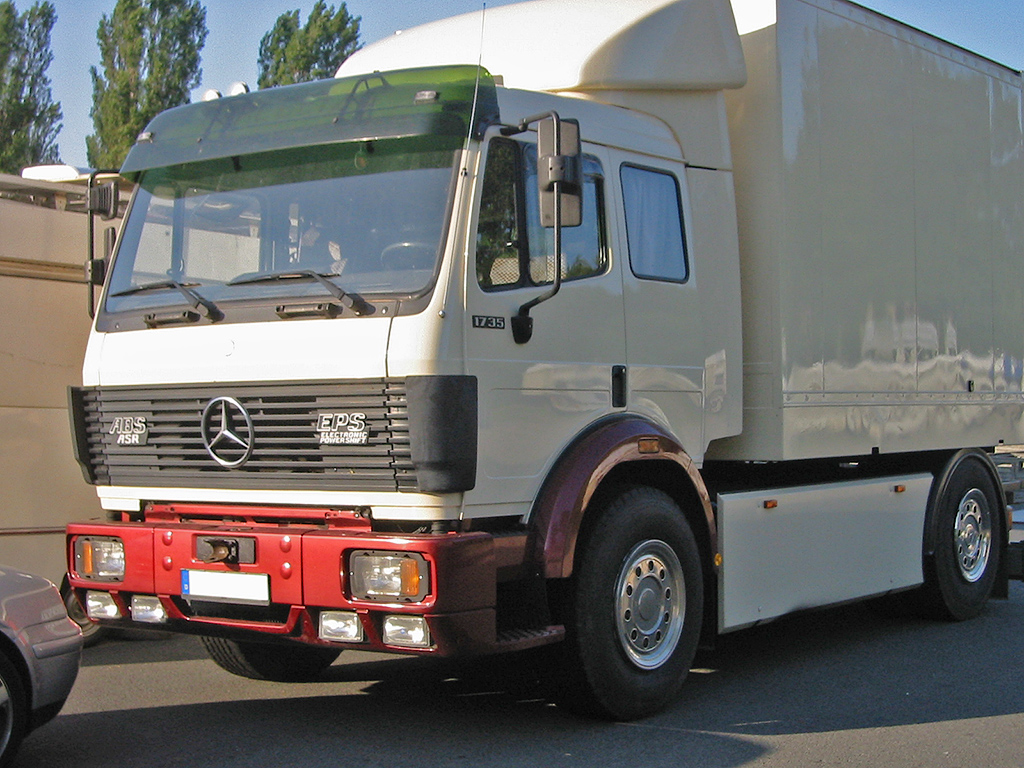
Mercedes-Benz 1735 LS (1989-1994)
з кабіною «L»

Зовні «Mercedes-Benz MK/SK» від «Mercedes-Benz NG» можна відрізнити за новою решіткою радіатора і бічним вікнам, які тепер мали велику площу і похилу нижню межу. Сімейство складалося з моделей від «1417» до «2244», що отримали рядні або V-подібні дизельні двигуни потужністю 170-440 к. с. з турбонагнітачами і кабіни трьох розмірностей. 
В 1989 році потужність базового 14,6-літрового дизеля «ОМ442» V8 довели до 492 к. с. і встановили на найпотужніший у той час в Європі сідловий тягач SK «1748 LS», що отримав звання «Вантажівка 1990 року». На заводі у Вьорті (нім. Wörth am Rhein) збиралися важкі 3- і 4-вісні шасі «2435/3535» повною масою до 40 т. На спеціальних тягачах «2653 LS» (6x4/6x6) і «3850 S» (8x4) для автопоїздів повною масою до 410 т використовувався дизель «ОМ424А» V12 потужністю 500-525 к. с. В одиничних екземплярах виготовлявся 5-вісний самоскид «5035» (10x4). Важкі машини оснащувалися коробками з числом передач 6-16 і системою електропневматичного управління, АБС і протибуксовочним пристроєм ASR. З 1992 року на сідлових тягачах SK «1844 / 1944 LS» встановлювалася більш містка і комфортабельна кабіна «Eurocab» із внутрішньою висотою 2110 мм. 
Таким чином, сімейство включало в себе 55 базових моделей, які розрізняються повною масою (14—35 т), потужністю двигунів (165—530 к. с.) і колісною формулою (від 4х2 до 8х8). Крім цього, існують 14 варіантів з різною довжиною бази, 24 варіанти передавальних чисел задніх ведучих мостів і 6 типів кабін: коротка «S» (Short/Kurz), середня «M» (англ. Medium / нім. Mittellang),  довга «L» (англ. Long / нім. Lang), довга простора «GR» (нім. Großraum) збільшеної ширини,  довга висока «L-Eurocab» і довга простора висока «GR-Eurocab». Усі кабіни відрізняються оснащенням і внутрішньою висотою (від 1545 до 2090 мм). 
У гамі «MK-SK» існували версії з пневматичною задньою або всією підвіскою — «L» (нім. Luftfederung), сідлові тягачі — «S» (нім. Sattelzugmaschine), сідлові тягачі з пневматичною підвіскою — «LS» (нім. Luftfederung Sattelzugmaschine), самоскиди — «K» (нім. Kipper), повнопривідні самоскиди — «AK» (нім. Allrad Kipper). Гальмівна система — пневматична двоконтурна з барабанними гальмами, автоматичним регулюванням зазору в колісних гальмівних механізмах, моторним гальмом-сповільнювачем і антиблокувальною системою (остання за замовленням). В 1991 році в серію пішли вантажівки, оснащені двигунами з нормами викидів Євро-1, пневматична підвіска отримала повне електронне управління «ECAS ECU» (англ. Electronically Controlled Air Suspension/Electronic Control Unit). 

### Моделі
| Модель  | Тип                                                          |
| ------- | ------------------------------------------------------------ |
| 655     | 1729, 1733, 1735, 1748, 1824, 1827, 1831, 1838, 1844, 1850   |
| 656     | 1922, 1929, 1935, 1948, 2024, 2027, 2031, 2038, 2044, 2050   |
| 657/658 | 2429, 2433, 2435, 2448, 2531, 2538, 2544, 2550               |
| 659     | 2629, 2631, 2635, 2638, 2644, 2648, 2650                     |
| 625     | 3229, 3235, 3238, 3535, 3538, 3544 S, 3548 S, 3550 S, 4050 A |

### Двигуни
| Двигун    | Циліндри | Об'єм      | Потужність (DIN) | Потужність (ISO)  | Час виробництва | Тип                                                           |
| --------- | -------- | ---------- | ---------------- | ----------------- | --------------- | ------------------------------------------------------------- |
| OM 401 LA | V6       | 9.572 см³  |                  | 313 к.с.          | 1991–1994       | 1831, 2031, 2531                                              |
| OM 402 LA | V8       | 12.763 см³ |                  | 381 к.с.          | 1991–1994       | 1838, 2038, 2538, 2638, 3238, 3538                            |
| OM 423 LA | V10      | 18.270 см³ | 500 к.с.         |                   | 1988–1994       | 4050 A                                                        |
| OM 441 LA | V6       | 10.964 см³ | 330 к.с.         | 339 к.с.          | 1988–1992       | 1733, 2433                                                    |
| OM 442    | V8       | 15.078 см³ | 290 к.с.         | 296 к.с.          | 1988–1994       | 1729, 1929, 2429, 2629, 3229                                  |
| OM 442 A  | V8       | 14.618 см³ | 354 к.с.         | 366 к.с.          | 1988–1994       | 1735, 1935, 2435, 2635, 3235, 3535                            |
| OM 442 LA | V8       | 14.618 см³ | 480 к.с.         | 492 к.с.          | 1988–1992       | 1748, 1948, 2448, 2648, 3548 S                                |
| OM 442 LA | V8       | 14.618 см³ |                  | 435 к.с. 503 к.с. | 1991–1994       | 1844, 2044, 2544, 2644, 3544 S 1850, 2050, 2550, 2650, 3550 S |

## Друга серія (SK)

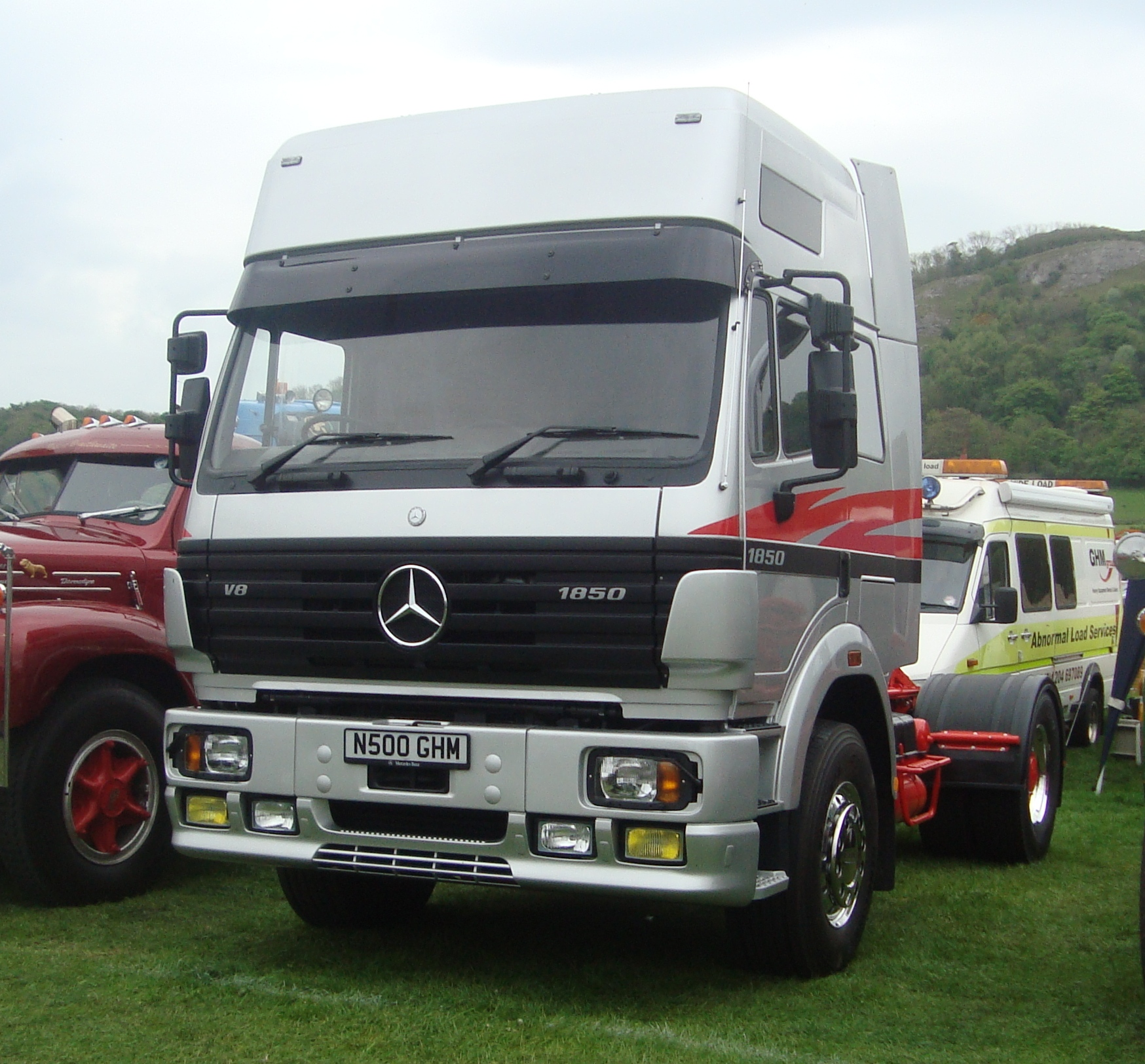
Mercedes-Benz 1850 LS (1994-1998)
з кабіною «GR-Eurocab»

У 1994 році моделі SK, які, крім двигунів, значною мірою все ще базувалися на дизайні NG з 1973 року, отримали підтяжку обличчя, яка характеризувалася дещо зміненим дизайном передньої частини. Кабіна водія була також відома як «дефлекторна кабіна водія» через візуально дуже домінуючі бічні вітрові дефлектори. Найсерйознішою з багатьох змін у SK став перехід на Євро-2 у 1994 році: стали необхідні турбонаддув, проміжне охолодження та електронне керування двигуном. Упорскування тепер здійснювалося за допомогою EDC (англ. Electronic Diesel Control) з електронно керованим рядним паливним насосом високого тиску (який створював тиск 1200 бар), командною електронною форсункою та педаллю акселератора. Кількість палива більше не контролюється механічно, а скоріше через електромагнітну сигнальну коробку, яка адаптує початок подачі до відповідного спектру навантаження, і замість 5-ти отворів форсунки тепер використовуються 6 отворів.
Новою топ-моделлю став 530-сильний (390 кВт) SK 1853, 14,6-літровий двигун якого мав максимальний крутний момент 2300 Нм. У вересні 1996 року виробництво більшості типів SK припинилося з появою Actros. Інші версії виготовлялись до 1998 року.

### Моделі
| Модель  | Тип                                    |
| ------- | -------------------------------------- |
| 655     | 1831, 1834, 1838, 1844, 1853           |
| 656     | 2031, 2038 AS, 2044, 2053              |
| 657/658 | 2531, 2534, 2538, 2544, 2553           |
| 659     | 2631, 2638, 2644, 2653                 |
| 625     | 3234, 3238, 3534, 3538, 3544 S, 3553 S |

### Двигуни
| Двигун           | Циліндри | Об'єм      | Потужність                 | Час виробництва | Тип                                                                                                 |
| ---------------- | -------- | ---------- | -------------------------- | --------------- | --------------------------------------------------------------------------------------------------- |
| OM 441 LA Euro 2 | V6       | 10.964 см³ | 313 к.с. 340 к.с.          | 1994–1996       | 1831, 2031, 2531, 2631 1834, 2534, 3234, 3534                                                       |
| OM 442 LA Euro 2 | V8       | 14.618 см³ | 381 к.с. 435 к.с. 530 к.с. | 1994–1996       | 1838, 2038 AS, 2538, 2638, 3238, 3538 1844, 2044, 2544, 2644, 3544 S 1853, 2053, 2553, 2653, 3553 S |

## Середній клас (МК)

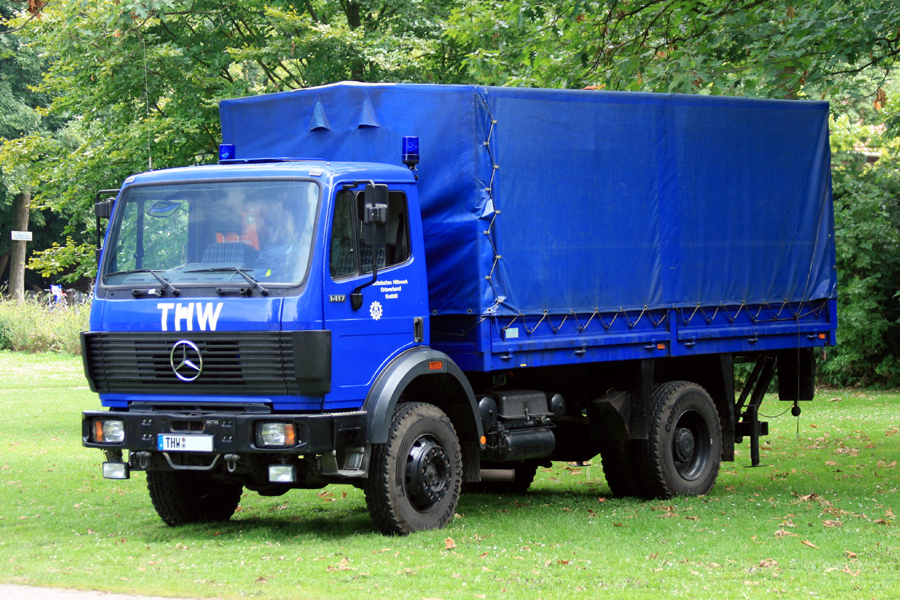
Mercedes-Benz 1417 (1990-1994)
з кабіною «S»

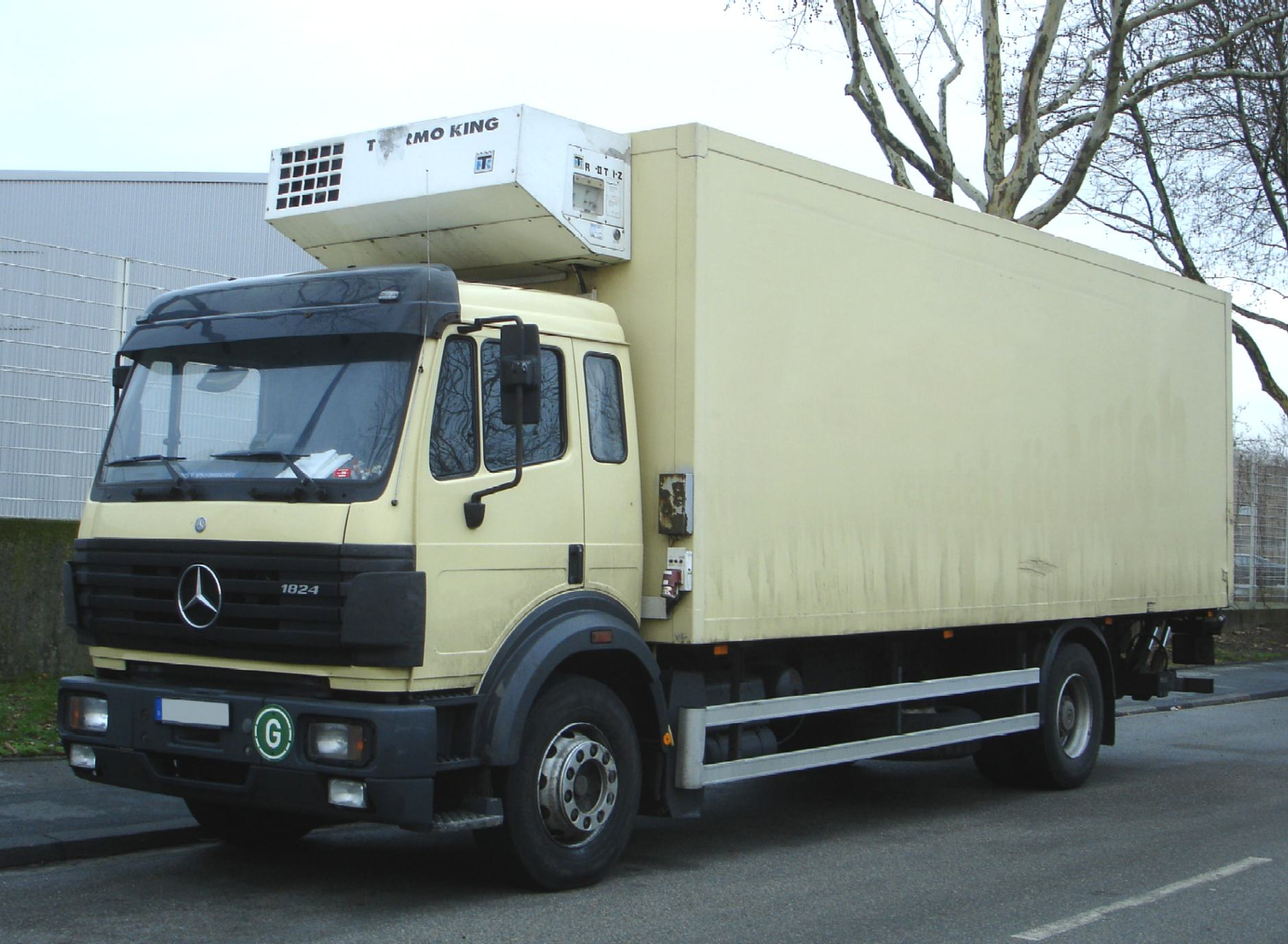
Mercedes-Benz 1824 (1994-1998)
з кабіною «М»

Через рік після переходу від нового покоління (NG) до важкого класу (SK) такий же крок було зроблено для вантажівок середньої вантажопідйомності, які відтепер називаються MK (середній клас). Кабіна була така ж, як у SK. Автомобілі середнього класу також поставлялися в різних осьових і приводних конфігураціях як дво- і тривісні. Наступником MK став Atego.
Сімейство «MK» відкривають моделі «1417» і «1424», які як виняток віднесені до середнього класу. Їх повна маса навіть нижча, ніж в однотипних моделей легкого класу «1517—1524». Але між серіями «LK» і «MK» є різниця. Якщо порівняти моделі «1417» і «1517», то з'ясується, що при однакових двигунах, коробках передач і кабінах шасі «1417» приблизно на 720 кг важче ніж шасі «1517». Також шасі і підвіска моделі «1417» значно міцніша. Різниця ж між моделями «1424» і «1524» ще відчутніша, бо у представника сімейства «MK» двигун V6 більшого робочого об'єму розрахований на важкі умови роботи та стандартні колеса розміром 22,5 дюйма, на відмінність від «LK» 15-ї серії з двигуном R6 значно меншого об'єму та колесами на 19,5 дюйма. 

### Моделі
| Модель | Тип                                            |
| ------ | ---------------------------------------------- |
| 650    | 1222                                           |
| 651    | 1417, 1420, 1422, 1424, 1426, 1714             |
| 652    | 1717, 1720, 1722, 1726, 1820, 1824, 1827, 1926 |
| 653    | 2420, 2422, 2426, 2427, 2524, 2527             |

### Двигуни
| Двигун           | Циліндри | Об'єм      | Потужність (DIN) | Потужність (ISO)  | Час виробництва | Тип                                     |
| ---------------- | -------- | ---------- | ---------------- | ----------------- | --------------- | --------------------------------------- |
| OM 366           | R6       | 5.958 см³  | 136 к.с.         | 136 к.с.          | 1989–1994       | 1714                                    |
| OM 366 A         | R6       | 5.958 см³  | 170 к.с.         | 175 к.с.          | 1989–1994       | 1417, 1717                              |
| OM 366 LA        | R6       | 5.958 см³  | 204 к.с.         | 211 к.с.          | 1990–1994       | 1420, 1720, 2420                        |
| OM 366 LA Euro 2 | R6       | 5.958 см³  |                  | 170 к.с. 211 к.с. | 1994–1998       | 1417 1420, 1820                         |
| OM 401 LA        | V6       | 9.572 см³  |                  | 245 к.с. 272 к.с. | 1991–1994       | 1424, 1824, 2024, 2524 1827, 2027, 2527 |
| OM 441           | V6       | 11.309 см³ | 218 к.с.         | 218 к.с.          | 1989–1994       | 1222, 1422, 1722, 1922, 2422            |
| OM 441 LA Euro 2 | V6       | 10.964 см³ |                  | 245 к.с. 272 к.с. | 1994–1998       | 1424, 1824, 2024, 2524 1827, 2027, 2527 |
| OM 442           | V8       | 15.078 см³ | 260 к.с.         | 265 к.с.          | 1989–1994       | 1426, 1726, 1926, 2426                  |